# Sengeløse gymnastik- og idrætsforening
Sengeløse Gymnastik & Idrætsforening (SGIF) er en dansk gymnastik-, idræts- og fodboldforening beliggende i Sengeløse, oprettet i 1904.
SGIF afholder bl.a. en årlig loppemarkedsfest til støtte for foreningen.

## Ekstern kilde/henvisning
- Sengeløse Gymnastik & IF